# Communauté de communes le Dourdannais en Hurepoix
Die Communauté de communes le Dourdannais en Hurepoix (CCDH) ist ein französischer Gemeindeverband mit der Rechtsform einer Communauté de communes im Département Essonne in der Region Île-de-France. Sie wurde am 25. November 2005 gegründet und umfasst elf Gemeinden. Der Verwaltungssitz befindet sich im Ort Dourdan.

## Mitgliedsgemeinden
| Gemeinde                                          | Einwohner 1. Januar 2022 | Fläche km² | Dichte Einw./km² | Code INSEE | Postleitzahl |
| ------------------------------------------------- | ------------------------ | ---------- | ---------------- | ---------- | ------------ |
| Breux-Jouy                                        | 1.283                    | 4,68       | 274              | 91106      | 91650        |
| Corbreuse                                         | 1.675                    | 15,79      | 106              | 91175      | 91410        |
| Dourdan                                           | 11.068                   | 30,64      | 361              | 91200      | 91410        |
| La Forêt-le-Roi                                   | 493                      | 7,94       | 62               | 91247      | 91410        |
| Le Val-Saint-Germain                              | 1.550                    | 12,57      | 123              | 91630      | 91530        |
| Les Granges-le-Roi                                | 1.187                    | 12,68      | 94               | 91284      | 91410        |
| Richarville                                       | 388                      | 10,35      | 37               | 91519      | 91410        |
| Roinville                                         | 1.314                    | 13,40      | 98               | 91525      | 91410        |
| Saint-Chéron                                      | 5.176                    | 11,44      | 452              | 91540      | 91530        |
| Saint-Cyr-sous-Dourdan                            | 957                      | 9,89       | 97               | 91546      | 91410        |
| Sermaise                                          | 1.606                    | 13,60      | 118              | 91593      | 91530        |
| Communauté de communes le Dourdannais en Hurepoix | 26.697                   | 142,98     | 187              | –          | –            |